# Volodímir Hústov
Volodímir Hústov (en ucraïnès Володимир Юрійович Густов; Kíiv, 15 de febrer de 1977) és un ciclista ucraïnès, que fou professional des del 2000 fins al 2012. La seva victòria més important la va aconseguir a la Rothaus Regio-Tour de 2003.

## Palmarès
- 1999
  - 1r al Piccolo Giro de Llombardia
  - 1r al Trofeu Alcide De Gasperi
  - 1r a la Florència-Empoli
- 2003
  - 1r al Rothaus Regio-Tour

### Resultats al Giro d'Itàlia
- 2004. 103è de la classificació general
- 2005. 93è de la classificació general
- 2006. 62è de la classificació general
- 2007. 69è de la classificació general
- 2009. 54è de la classificació general
- 2010. 61è de la classificació general
- 2011. 72è de la classificació general
- 2012. 83è de la classificació general

### Resultats al Tour de França
- 2002. 40è de la classificació general
- 2003. No surt (8a etapa)
- 2005. 104è de la classificació general
- 2008. 46è de la classificació general
- 2009. 45è de la classificació general
- 2010. 34è de la classificació general

### Resultats a la Volta a Espanya
- 2000. 44è de la classificació general
- 2003. 64è de la classificació general
- 2004. 97è de la classificació general
- 2006. 54è de la classificació general
- 2007. 35è de la classificació general
- 2008. 44è de la classificació general
- 2011. 81è de la classificació general